# Olympische Sommerspiele 1984/Teilnehmer (Elfenbeinküste)
| Gelbes Symbol für Goldmedaillen mit stilisierten Olympischen Ringen | Graues Symbol für Silbermedaillen mit stilisierten Olympischen Ringen | Braundes Symbol für Bronzemedaillen mit stilisierten Olympischen Ringen |
| ------------------------------------------------------------------- | --------------------------------------------------------------------- | ----------------------------------------------------------------------- |
| —                                                                   | 1                                                                     | —                                                                       |

Die Elfenbeinküste nahm an den Olympischen Sommerspielen 1984 in Los Angeles, USA, mit einer Delegation von 15 Sportlern (14 Männer und eine Frau) teil.

## Medaillengewinner

### Silber
| Name(n)        | Sportart       | Wettkampf |
| -------------- | -------------- | --------- |
| Gabriel Tiacoh | Leichtathletik | 400 Meter |

## Teilnehmer nach Sportarten

### Boxen
- Bararq Bahtobe
Bantamgewicht: 17. Platz
- Bakary Fofana
Leichtgewicht: 17. Platz
- Gnohere Sery
Halbmittelgewicht: 5. Platz

### Judo
- Jean Claude N’Guessan
Leichtgewicht: 19. Platz
- Gaston Oula
Halbmittelgewicht: 11. Platz

### Kanu
- N’Gama
Einer-Kajak, 500 Meter: Viertelfinale
- Adogon
Einer-Kajak, 1000 Meter: Viertelfinale
- Melagne Lath
Zweier-Kajak, 500 Meter: Viertelfinale
- Kouame N’Douba
Zweier-Kajak, 500 Meter: Viertelfinale

### Leichtathletik
- Kouadio Otokpa
100 Meter: Viertelfinale
- Georges Kablan Degnan
200 Meter: Vorläufe
4 × 400 Meter: Halbfinale
- Gabriel Tiacoh
400 Meter: Silber 
4 × 400 Meter: Halbfinale
- René Djédjémel Mélédjé
400 Meter Hürden: Vorläufe
4 × 400 Meter: Halbfinale
- Avognan Nogboun
4 × 400 Meter: Halbfinale
- Célestine N’Drin
Frauen, 800 Meter: Vorläufe